# Muzej sakralne umjetnosti Hrvata u Mađarskoj
Muzej sakralne umjetnosti Hrvata u Mađarskoj je muzej sakralne umjetnosti Hrvata u Mađarskoj. Prvi je sakralni muzej u Gradišću. Nalazi se u mjestu Prisici u Kiseškom kotaru u Mađarskoj.
Smješten je u rodnoj kući omiljenog gradišćanskog svećenika don Štefana Dumovića.